# Ню Мексико (линеен кораб, 1917)
Ню Мексико (на английски: USS New Mexico (BB-40)) е линеен кораб на САЩ. Главен кораб на едноименния проект. Линкорът „Ню Мексико“ е първият съд във ВМС на САЩ, кръстен в чест на едноименния щат. По време на своята служба получава прякора „Кралицата“. Килът на кораба е заложен в корабостроителницата New York Navy Yard на 14 октомври 1915 г. Спуснат е на вода на 13 април 1917 г., кръстница на кораба става мис Маргарет Кебеза Де Бака, която и разбива бутилката в борда на новия кораб. Линкорът влиза в строй на 20 май 1918 г., и служи в състава на ВМС на САЩ от 1918 до 1946 г.
„Ню Мексико“ е модернизиран между 1931 г. и 1933 г. и служи по време на Втората световна война на Атлантическия и в Тихоокеанския театри бойните действия. След отписването си от флота е продаден за скрап през 1947 г.

## История на службата
20 мая 1918 г. новият мощен линкор влиза в строй. Той не успява да вземе участие в бойните действия през Първата световна война. Той присъства на състоялия се на 26 декември на рейда на Ню Йорк грандиозен преглед на флота.
През януари 1919 г. линкорът отплава от Ню Йорк като ескорт на транспорта „Джордж Вашингтон“, с президента Удроу Уилсън на борда.
На 5 март 1931 г. „Ню Мексико“ влиза за модернизация в корабостроителницата на флота във Филаделфия. На кораба напълно е заменена силовата установка, усилено е палубното брониране, поставени са нови надстройки, бордови противоторпедни були, 127-мм/25 зенитки и най-новите системи за управление на огъня.
С началото на войната в Европа е прехвърлен в Атлантика и на 9 юни 1941 г. пуска котва в залива Гуантанамо на Куба.
След като една трета от американския линеен флот е унищожена в Пърл Харбър започва прехвърлянето на всички налични сили от Атлантика. Корабите на 3-та ескадра, на 6 януари 1942 г., излизат в морето, преминават шлюзовете на Панамския канал през нощта на 11-и, а на 22-ри пристигат в залива на Сан Франциско.